# Mangora hirtipes
Mangora hirtipes là một loài nhện trong họ Araneidae.
Loài này thuộc chi Mangora. Mangora hirtipes được Władysław Taczanowski miêu tả năm 1878.